# Elisabeth Johansen
Elisabeth Maria Sara Johansen, född 1 augusti 1907 i Uummannaq, död där 21 juni 1993, var en grönländsk barnmorska och politiker. Hon var den första grönländska barnmorskan och den första kvinna som valdes till en politisk post på Grönland.

## Bakgrund och privatliv
Johansen födde i Uummannaq år 1907. Hennes farmor verkade som barnmorska men utan formell utbildning, vilket inspirerade henne till att söka till Rigshospitalet. År 1931 blev Johansen utexaminerad som barnmorska. Efter sina studier återflyttade Johansen till Grönland och började arbeta i ett sjukhus. Vid sidan därav var hon också kock och tolk. Hon gifte sig med Kristian Johansen och paret flyttade till Ukkusissat och fick fem barn. Sonen Lars-Emil har också gått till politiken. Maken dog 1958, varefter Johansen med sina barn tillbaka till Uummannaq..
Johansen avled i sin hemby 1993.

## Politisk karriär
Grönlands landsråd grundade år 1911 och Johansens far blev invald bland dem första ledamöter. Johansen valdes till Grönlands landsråd år 1959 och blev den första kvinna som valdes till landsrådet. Hon fortsatte i befattningen tills 1975..
Då grönländska partier började grundas i slutet av 1970-talet, blev Johansen medlem i Siumut och var medlem till sin död.

## Utmärkelser
- Dannebrogorden (Danmark, 1973)
- Nersornaat (Grönland, 1989)

Källa: